# Teresa di Cartagena
Teresa di Cartagena (1425 circa – dopo il 1478) è stata una religiosa, scrittrice e mistica spagnola. Teresa non fu solo una delle prime scrittrici in Spagna, ma fu anche la prima scrittrice mistica e la prima autrice di una difesa del suo sesso in spagnolo.

## Biografia
Teresa di Cartagena nacque in una famiglia di origine ebraiche: suo nonno Schlomo ben Jitzchaq ha-Levi  si era convertito al cristianesimo intorno al 1390 ed era poi diventato vescovo di Cartagena e Burgos; suo zio ero il vescovo Alfonso de Cartagena. Teresa entrò nel Convento de Santa Clara di Burgos intorno al 1444 e nel 1449 si trasferì all'Abbazia di Las Huelgas su richiesta dello zio. Il motivo dello spostamento è ignoto, anche se probabilmente fu legato a macchinazioni politiche dello zio o per l'ostilità dei francescani nei confronti dei conversos.
Successivamente Teresa perse l'udito tra il 1453 e il 1459: raccontò l'esperienza della sordità nella sua prima opera, Arboleda de los enfermos. Nell'Ardboleda, Teresa esamina gli effetti della perdita dell'udito sulla sua vita e sulla sua spiritualità, ripercorrendo i suoi sentimenti dalla disperazione iniziale all'accettazione della disabilità, come parte di un piano divino per allontanarla dalle distrazioni della vita quotidiana.
Dato che diversi lettori misero in dubbio che l'opera fosse stata scritta da una donna, Teresa scrisse un secondo saggio, Admiraçión operum Dey, un testo che si inserisce nel contesto della Querelle des femmes, di cui Teresa divenne prima esponente in lingua spagnola. Nell'Admiraçión ribatte ai suoi detrattori affermando che, così come Dio ha creato uomini in grado di scrivere e argomentare, Egli avrebbe creato anche donne capaci di fare lo stesso e mettere in dubbio le sue capacità di scrittrice significa mettere il dubbio il progetto divino.
Teresa morì dopo il 1478.